# Ingo Naujoks

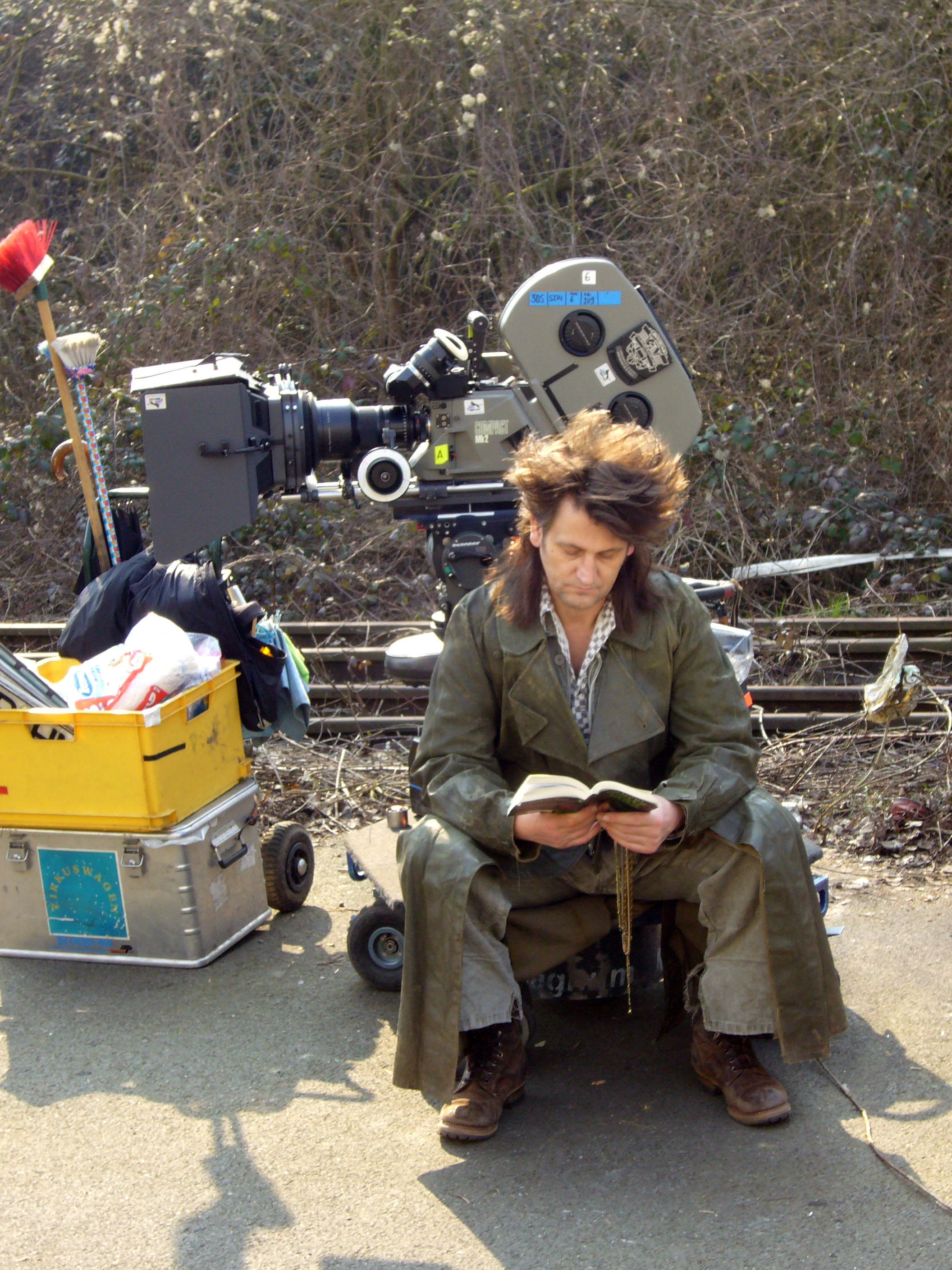
Ingo Naujoks am Set von Lauf um Dein Leben – Vom Junkie zum Ironman

Ingo Naujoks (* 1. März 1962 in Bochum) ist ein deutscher Schauspieler, Musiker und Hörbuchsprecher.

## Leben
Ingo Naujoks wuchs als Sohn des Ofenarbeiters Georg Naujoks und seiner Frau Heidemarie in Bochum-Dahlhausen im Ruhrgebiet auf. Sein früh verstorbener Vater war Stahlkocher bei der Essener Firma Krupp. Nach seinem Zivildienst beim DRK bewarb sich Naujoks an der Schauspielschule Bochum, bestand aber die Aufnahmeprüfung nicht.
Naujoks begann seine Schauspielerlaufbahn als Mitglied der freien Theatergruppe Theater Kohlenpott, bevor er sein eigenes Projekt Theatersyndikat Pavians Paten aus der Taufe hob. Mit dieser Gruppe beteiligte sich Naujoks am Genokalypseprojekt der Dortmunder Künstlerin Karin Kahlhofer, an dem unter anderen der Klarinettist Theo Jörgensmann teilnahm.
1989 erhielt Naujoks ein erstes festes Engagement am Schlosstheater Moers. Nebenbei war er Sänger der Punkband Fishbüro.

## Schauspielkarriere
Naujoks spielte in Detlev Bucks Film Karniggels den Autodieb Elle. 1994 trat er in Keiner liebt mich von Doris Dörrie als Lasse, Teilnehmer eines Volkshochschulkurses für „selbstbestimmtes Sterben“, auf. 1996 war er in Jürgen Eggers Debütfilm Harald – Der Chaot aus dem Weltall, passend zu seinem Geburtsort, Frido, die Karikatur eines Ruhrgebiets-Einwohners mit niedrigem Bildungsniveau. 1995–2000 spielte er in der Krimiserie Die Straßen von Berlin auf Pro7 den Soko-Ermittler Karnowsky. 1999 spielte er – durch Oberlippenbart und Pomade kaum zu erkennen – in dem Fernsehfilm Tournee ins Paradies den schrillen Goldi, der als Inhaftierter mit Freigang souverän das Leben eines Amateurmusikers, gespielt von Armin Rohde, im Griff hat.
1999 bis 2001 folgte ein Abstecher ins Comedy-Genre. In der Fernsehserie Anke, die auf Sat.1 ausgestrahlt wurde, spielte er Tom, den Exfreund von Anke Engelke. 2001 und 2002 folgten zwei Abstecher ins Thriller-Genre. In dem Thriller Nur mein Sohn war Zeuge rettete er als 35-jähriger Kommissar Peter Nowak sorbischer Herkunft den einzigen Zeugen eines Mordes und dessen Mutter (Andrea Sawatzki). Dabei gefährdete er durch seine leidenschaftliche Naivität immer wieder sich und seine Schützlinge. 2002 folgte Tattoo, ein weiterer Spielfilm. In einer Nebenrolle spielte er den Junkie Stefan Kreiner, welcher seine Tattoos für Geld an Sammler verkauft und den Polizisten einen wichtigen Hinweis gibt.
In den Jahren darauf spielte Naujoks vorwiegend Rollen in unterschiedlichen TV-Serien. Ab dem 2. August 2003 spielte er neben Frank Leo Schröder in der achtteiligen Sketch-Comedy Die Wachmänner – Vier Augen sehen mehr auf Sat.1 mit. Sowohl 2003 als auch 2007 übernahm er Gastrollen in zwei Folgen der RTL-Action-Serie Alarm für Cobra 11 – Die Autobahnpolizei. Noch einmal erschien er 2003 in Nachts wenn der Tag beginnt als Polizist Horst Rüssmann. Dabei hält ihn das Kompetenzgerangel mit seiner Kollegin davon ab, effektiv in den Fall einzugreifen. Darüber hinaus spielte Naujoks 2003 bis 2005 in der Fernsehserie Bewegte Männer mit. In den Komödien Pommery und Hochzeitstorte und Pommery und Leichenschmaus spielte er den Bräutigam Raphael des um eine Generation älteren Familienoberhaupts, der nach fünf Jahren im Knast (illegaler Pelzhandel) Künstler geworden ist. Regelmäßige Auftritte hatte er in der Krimiserie Tatort. Er spielte die Figur Martin Felser, eines zunächst erfolglosen, dann aber zunehmend erfolgreicher werdenden Krimiautoren. Zusammen mit der Kommissarin Charlotte Lindholm (Maria Furtwängler) bewohnte er eine große Wohnung und war oft ihr Mädchen für alles. Anfang 2010 stieg Ingo Naujoks beim Tatort aus, weil er sich als Mann „nur noch aufs Babysitten und Frühstückmachen reduziert“ sah.
Für Aufmerksamkeit sorgten ebenfalls einige originell-ungewöhnliche Rollen in einigen Werbespots. 2004 spielte Naujoks in einem Werbespot der LBS einen Aussteiger, dessen kleine Tochter ihm erklärt, später auch einmal „Spießer“ werden zu wollen. Von der Deutschen Postbank konnte Naujoks wiederum für eine Girokonto-Kampagne gewonnen werden, die im März 2012 startete.
Im Oktober 2007 war er Teilnehmer der Pro7-Sendung Das große Promi-Pilgern neben Katy Karrenbauer, Charlotte Engelhardt, Oliver Petszokat und Claude-Oliver Rudolph. Von Ende Juni bis Anfang September 2010 spielte Naujoks auf der Freilichtbühne der Karl-May-Spiele in Bad Segeberg die Rolle des Charles Leveret im Stück Halbblut. Seit 2012 ist er in der ARD-Serie Heiter bis tödlich: Morden im Norden in einer Hauptrolle zu sehen und im Juni 2013 spielte er in der RTL-Serie Gute Zeiten, schlechte Zeiten eine Gastrolle als Edzard Wilhelm Krüger. In diese kehrte er Anfang 2014 kurzfristig zurück.

## Privates
Ingo Naujoks lebt in Berlin, hat eine Tochter und einen Sohn.

## Werk

### Filmografie (Auswahl)

#### Filme
- 1991: Karniggels
- 1993: Magic Müller
- 1993: Frankie, Jonny & die anderen
- 1993: Wir können auch anders …
- 1994: Keiner liebt mich
- 1995: Schlafes Bruder
- 1995: Die Sturzflieger
- 1996: Nur aus Liebe
- 1997: Harald – Der Chaot aus dem Weltall
- 1998: Ein tödliches Verhältnis
- 1998: Frauen lügen nicht
- 1999: Tournee ins Paradies
- 2000: Der tote Taucher im Wald
- 2000: Kalt ist der Abendhauch
- 2000: Der Runner
- 2001: Der Mistkerl
- 2002: Tattoo
- 2002: Unser Papa, das Genie
- 2002: Die Zwillinge
- 2002–2010: Tatort (Fernsehreihe, 16 Folgen)
- 2003: Ein Engel und Paul
- 2005: Unter weißen Segeln – Abschiedsvorstellung
- 2005: Tsunami
- 2006: Maria an Callas
- 2006: Ein Hauptgewinn für Papa (Fernsehfilm)
- 2007: Ein Teufel für Familie Engel
- 2007: Krauses Fest
- 2007: Hände weg von Mississippi
- 2007: Lauf um Dein Leben – Vom Junkie zum Ironman
- 2007: Underdogs
- 2008: Tischlein deck dich (ARD-Märchenfilmreihe Sechs auf einen Streich)
- 2009: Hexe Lilli – Der Drache und das magische Buch
- 2008: Schade um das schöne Geld
- 2010: Zimmer mit Tante (Fernsehfilm)
- 2011: Liebeskuss am Bosporus
- 2012: Auf den zweiten Blick
- 2013: Die goldene Gans (Fernsehfilm)
- 2013: Helden – Wenn dein Land dich braucht
- 2014: Zwei mitten im Leben (Fernsehfilm)
- 2015: Kommissar Marthaler – Ein allzu schönes Mädchen (Fernsehfilm)
- 2015: Der Bulle und das Landei – Goldrausch
- 2015: Unter anderen Umständen: Das verschwundene Kind
- 2016: Radio Heimat
- 2016: Mama geht nicht mehr
- 2016: 1000 Mexikaner

#### Fernsehserien
- 1990: Rote Erde (2. Staffel, 3 Folgen, Fernsehreihe)
- 1995/2005: Balko (Folge 1x14, 7x07)
- 1995–2013: Ein Fall für zwei (drei Folgen)
- 1995: Die Kommissarin (Folge 2x02: Hinter Gittern)
- 1995/1997: A. S. (Folge 1x07: Die Diva, 2x02: Der Serienkiller – Klinge des Todes)
- 1996: Solange es die Liebe gibt (Folge 1: Überraschung)
- 1997/1998/2000: Polizeiruf 110 (Folge 26x03: Der Fremde, 27x04: Live in den Tod, 29x01: Blutiges Eis)
- 1997: Die Drei (Folge 2x01: Herzblut)
- 1998: Der Laden (Folge 1x01 und 1x02, Miniserie)
- 1998: Wolffs Revier (Folge 7x03: Marathon)
- 1998–2000: Die Straßen von Berlin (12 Folgen)
- 1999: Sperling (Folge 1x08: Sperling und der falsche Freund)
- 1999/2003: SK Kölsch (Folge 1x03, 5x08)
- 1999: Zugriff (Folge 2x04: Catman)
- 1999: Die Wache (Folge 6x13: Durchgeknallt)
- 2000–2001: Anke (24 Folgen)
- 2001: Ein starkes Team (Folge 1x17: Lug und Trug)
- 2001: Der Fahnder (Folge 11x5: Bewährung)
- 2001: Der Alte (Folge 25x06 – Ein tödliches Ereignis)
- 2001/2003: Doppelter Einsatz (Folge 7x04, 9x02)
- 2002: Die Cleveren (Folge 4x02)
- 2002: Der Ermittler (Folge 2x02)
- 2003: Die Wachmänner – Vier Augen sehen mehr
- 2003: Alles Atze (Fernsehserie, Folge 12 Uhr Mittags)
- 2003–2005: Bewegte Männer (zwölf Folgen)
- 2003/2007: Alarm für Cobra 11 – Die Autobahnpolizei (Folge 13x02, 22x05)
- 2004: Edel & Starck (Folge 3x01)
- 2005: Schillerstraße (Folge 2x06)
- 2005: Hallo Robbie! (Folge 4x08)
- 2006: Arme Millionäre (vier Folgen)
- 2007: Der Fürst und das Mädchen (vier Folgen)
- 2009: Der Bergdoktor (Folge 2x02)
- 2008/2011/2015: SOKO Köln (Folge 5x07: Die Stumme Zeugin, 8x09: Die falsche Frau, 11x19: Mord am Hochsitz)
- 2008/2012: Küstenwache (Folge 11x14, 15x15)
- 2010: Forsthaus Falkenau (Folge 21x01–21x02)
- 2011: Notruf Hafenkante (Folge 5x15)
- 2011: Nord Nord Mord (Fernsehreihe)
- seit 2012: Morden im Norden
- 2012: Unser Charly (Folge 16x14)
- 2012: Der Kriminalist (Folge 9x01)
- 2012: Der Landarzt (Folge 21x02)
- 2012: SOKO Wismar (Folge 9x01)
- 2013/2017: SOKO Stuttgart (Folge 4x24: Bis zur letzten Rille, 8x14: Melodie des Todes)
- 2013: Der letzte Bulle (Folge 4x10)
- 2013: Heldt (Kopf des Indianers)
- 2013: Löwenzahn (Folge 33x11: Biber – Der rettende Damm)
- 2013–2014: Gute Zeiten, schlechte Zeiten (Episoden 5265–5279, 5446–5476)
- 2014: Großstadtrevier (Folge 27x07: Fettbacke, 27x08: Blinde Wut)
- 2015: Bettys Diagnose (Folge 10: Helden)
- 2015: Die Bergretter (Folge 7x05: Losgetreten)
- 2016: 3. Stock links: Die Kabarett-WG (Folge 2x05)
- 2016: Der Bulle und das Landei (Folge 6: Goldrausch)
- 2017–2019: Magda macht das schon (5 Folgen)
- 2018: Beck is back! (Folge 1: Überraschung)
- 2019: Frühling (Folge 1x21: Das verlorene Mädchen, Fernsehreihe)

#### Musikvideo
- 2002: Kein Alkohol (ist auch keine Lösung)! Die Toten Hosen
- 2020: Polizei (Randale)

### Theater
- 2010: Halbblut, Karl-May-Spiele Bad Segeberg
- 2011: TouTou
- 2016: Der Vater, Renaissance-Theater
- 2019: Trennung frei Haus, Komödie im Bayerischen Hof

### Hörbücher
- 2008: Ein Fisch namens Aalbert. von Friedrich Gerhard Klimmek. TechniSat, Daun, ISBN 978-3-8368-0379-3.
- 2008: Wandelgermanen – Hartmut und ich stehen im Wald. von Oliver Uschmann. Patmos/Audios, Düsseldorf, ISBN 978-3-491-91276-2.
- 2009: MURP! – Hartmut und ich verzetteln sich. von Oliver Uschmann. Patmos audio, Düsseldorf, ISBN 978-3-491-91291-5.
- 2009: Mein liebestoller Onkel, mein kleinkrimineller Vetter und der Rest der Bagage. von Frank Jöricke, RADIOROPA Hörbuch, Daun, ISBN 978-3-8368-0489-9.
- 2009: Kühlfach 4. von Jutta Profijt. Lübbe Audio, ISBN 978-3-7857-3803-0.
- 2009: Slash. Die Autobiographie. von Slash mit Anthony Bozza. Edel Verlag, ISBN 978-3-941376-09-0.
- 2010: Gitty Daneshvari – Die furchtlosen Vier – Das Geheimnis von Summerstone. Verlag: cbj, ISBN 978-3-570-13598-3.
- 2010: Im Kühlfach nebenan. von Jutta Profijt. Lübbe Audio, ISBN 978-3-7857-4318-8.
- 2010: Der Name dieses Buches ist ein Geheimnis. von Pseudonymous Bosch, Arena Audiobook, ISBN 978-3-401-26256-7.
- 2015: Sieben beste Tage. von Tim Boltz, Audio Media Verlag, München, ISBN 978-3-86804-432-4.

### Hörspiele
- 2007: Hausmord – Geheimnisvoller Mordfall in einem Mietshaus. Von Dirk Josczok. WDR[11]
- 2009: Faust jr. – Die Wissensdetektei. Fall 1: Die letzten Dinosaurier. Von Sven Preger und Ralph Erdenberger. Igel-Genius, Dortmund. ISBN 978-3-89353-281-0.
- 2009: Faust jr. – Die Wissensdetektei. Fall 2: Der Schatz der Nibelungen. Von Ralph Erdenberger und Sven Preger. Igel-Genius, Dortmund. ISBN 978-3-89353-282-7.
- 2010: Faust jr. – Die Wissensdetektei. Fall 3: Wahre Vampire. Von Ralph Erdenberger und Sven Preger. Igel-Genius, Dortmund. ISBN 978-3-89353-309-1.
- 2011: Faust jr. – Die Wissensdetektei. Fall 4: Störtebekers Totenkopf. Von Ralph Erdenberger und Sven Preger. Igel-Genius, Dortmund. ISBN 978-3-89353-346-6.
- 2011: Faust jr. – Die Wissensdetektei. Fall 5: Das Amulett des Tutanchamun. Von Ralph Erdenberger und Sven Preger. Igel-Genius, Dortmund. ISBN 978-3-89353-312-1.
- 2012: Faust jr. – Die Wissensdetektei. Fall 6: Der einsame Astronaut. Von Sven Preger und Ralph Erdenberger. Igel-Genius, Dortmund. ISBN 978-3-89353-415-9.
- 2012: Faust jr. – Die Wissensdetektei. Fall 7: Die Rückkehr des Rattenfängers. Von Ralph Erdenberger und Sven Preger. Igel-Genius, Dortmund. ISBN 978-3-89353-435-7.
- 2013: Faust jr. – Die Wissensdetektei. Fall 8: Der erste Mensch. Von Ralph Erdenberger und Sven Preger. Igel-Genius, Dortmund. ISBN 978-3-89353-456-2.
- 2013: Faust jr. – Die Wissensdetektei. Fall 9: Der unsterbliche Artus. Von Sven Preger und Ralph Erdenberger. Igel-Genius, Dortmund. ISBN 978-3-7313-1014-3.
- 2014: Faust jr. – Die Wissensdetektei. Fall 10: Phantom der Tiefsee. Von Ralph Erdenberger und Sven Preger. Igel-Genius, Dortmund. ISBN 978-3-7313-1033-4.
- 2015: Faust jr. – Die Wissensdetektei Fall 11: Frankensteins Erben Von Ralph Erdenberger und Sven Preger. Igel-Genius, Dortmund. ISBN 978-3-7313-1052-5.
- 2015: Faust jr. – Die Wissensdetektei Fall 12: Verschwörung gegen Rom Von Ralph Erdenberger und Sven Preger. Igel-Genius, Dortmund. ISBN 978-3-7313-1101-0.
- 2023: Gute Dinge haben viele Besitzer von Dirk Schmidt für den ARD Radio Tatort.

## Auszeichnungen
- 1989: Förderpreis des Landes Nordrhein-Westfalen
- 2004: Deutscher Comedypreis: Bester Schauspieler in der Comedy-Serie „Bewegte Männer“